# Andrew Baird
Andrew Baird (* 11. Juni 1866 in Irvine; † 28. August 1936 in Glasgow) war ein schottischer Fußballtorhüter und Golfer.

## Karriere

### Verein
Andrew Baird wurde im Jahr 1866 in Irvine im Südwesten von North Ayrshire, etwa zehn Kilometer westlich von Kilmarnock, geboren. In seiner Jugend und darüber hinaus spielte der Torhüter bei einer lokalen Mannschaft in Irvine. Im Jahr 1890 schloss er sich dem FC Queen’s Park an, zu diesem Zeitpunkt mit neun Erfolgen Rekordsieger im schottischen Pokal. Den Rest seiner Fußballkarriere verbrachte er beim Verein aus Glasgow. 
Mit den Spiders erreichte er in den Jahren 1892 und 1893 jeweils das Finale um den Pokal. Dabei kassierte er im ersten Finale eine 1:5-Niederlage gegen Celtic Glasgow. Ein Jahr später revanchierte sich das Team gegen Celtic durch einen 2:1-Sieg.
Baird übte neben dem Fußball auch andere Sportarten aus und stach insbesondere als Golfer beim Irvine Golf Club hervor.

### Nationalmannschaft
Andrew Baird absolvierte in den Jahren 1892 und 1894 jeweils ein Länderspiel für die schottische Nationalmannschaft. Er debütierte für die Auswahl am 19. März 1892 bei einem 3:2-Auswärtssieg gegen Irland in Belfast während der British Home Championship 1891/92. 
Bei seinem zweiten und letzten Spiel stand er gegen Wales bei einem 5:2-Heimerfolg zwischen den Pfosten. Dieser Sieg verhalf zum Gewinn der British Home Championship 1893/94.

## Erfolge
mit dem FC Queen’s Park
- Schottischer Pokalsieger: 1893

mit Schottland
- British Home Championship: 1894